# Clema
Genre
Clema est un genre de coléoptères, de la famille des Buprestidae, de la sous-famille des Agrilinae, de la tribu des Coraebini et de la sous-tribu des Clemina.

## Espèces
Clema deserti (type) – Clema elegans – Clema freudei